# كارلوس مارتينيز مارتينيز
كارلوس مارتينيز مارتينيز (بالإسبانية: Carlos Martínez Martínez)‏ هو سياسي مكسيكي، ولد في 2 مارس 1964 في المكسيك. حزبياً، نشط في حزب الثورة الديمقراطية. وقد انتخب عضو مجلس النواب المكسيك.